# Sequoiomyia taxodii
Sequoiomyia taxodii är en tvåvingeart som först beskrevs av Ephraim Porter Felt 1916.  Sequoiomyia taxodii ingår i släktet Sequoiomyia och familjen gallmyggor.
Artens utbredningsområde är Missouri. Inga underarter finns listade i Catalogue of Life.